# Silvia Saint

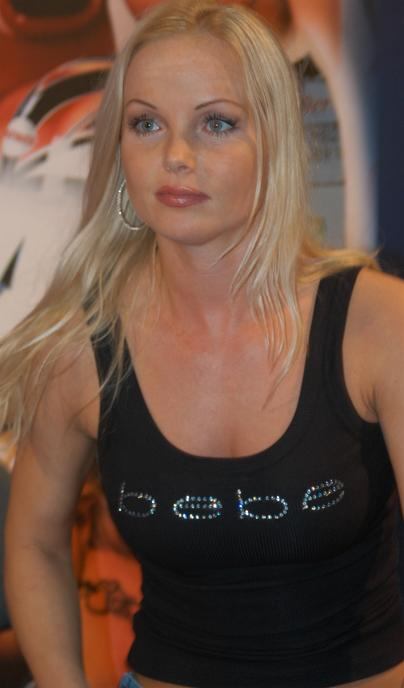
Silvia Saint auf der AVN Adult Entertainment Expo (2005)

Silvia Saint (* 12. Februar 1976 in Kyjov; auch Sylvia Saint; bürgerlich Silvie Tomčalová) ist eine ehemalige tschechische Pornodarstellerin.

## Leben
Vor ihrem Einstieg in die Pornobranche machte Tomčalová in Brünn eine Ausbildung zur Hotelfachfrau und war während dieser Zeit bei einem großen Hotel in Zlín im Management angestellt. Bei einer anderen Firma arbeitete sie später in der Buchhaltung und im Marketing. Aus Geldmangel fing sie an als Model zu jobben, zunächst für Unterwäsche, später für Nacktaufnahmen. 1996 wurde sie in ihrem Heimatland das Penthouse Pet of the Year. Dasselbe gelang ihr zwei Jahre später auch in den USA.
Ab 1997 drehte Saint Pornofilme. Der erste Film wurde für Private in Prag gedreht, nachdem ihr damaliger Freund sie überredete, am Casting von Pierre Woodman teilzunehmen. Drehpartner waren unter anderen Rocco Siffredi und Vince Vouyer. Seitdem wirkte sie in weit über 200 Produktionen mit, zuerst vor allem für Private, später in den USA auch für andere Produzenten. Sie gilt als „Analsex-Queen“ und hat unter anderem auch Double-Anal-Szenen gedreht.
Saint war einige Zeit mit dem US-amerikanischen Pornostar Mr. Marcus liiert, bevor sie ihren jetzigen Mann, einen Tschechen, heiratete. Nach der Heirat und der Geburt ihres Kindes zog sie sich zunächst aus der Pornobranche zurück und stand nur manchmal als Aktmodell für ausgewiesene Starfotografen zur Verfügung. 2005 gab sie im Film Silvia Saint’s Fetish Desires ihr Comeback und wirkte danach nur noch in lesbischen Szenen mit.
Saints Stellung innerhalb der Branche wird durch vielfache Auszeichnungen unterstrichen. 1997 wurde sie mit dem People’s Choice Adult Award als Best Newcomer ausgezeichnet, 1998 mit dem AVN Award für die Best Tease Performance in Fresh Meat 4, 1998 wurde sie „Penthouse-Pet of Month“. 2000 kam der Preis Hot d’or als Best European Supporting Actress in Le Contrat des Anges hinzu, 2005 der FICEB Award – Ninfa Public Award als Best Actress.

## Filmografie (Auswahl)
- 1996: Miss Erotica
- 1997: Hawaiian Ecstasy
- 1997: Italian Legacy

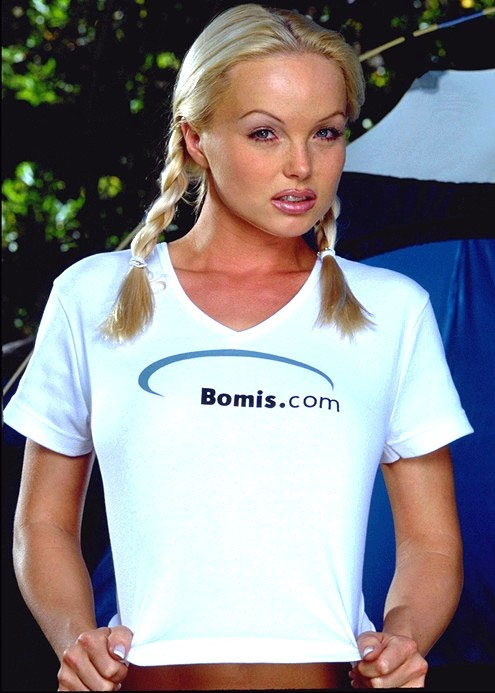
Silvia Saint (vor 2000)

- 1997: Teeny Exzesse 49: Wilde Schwestern
- 1997: Irresistible Silvie
- 1998: Silvia’s Spell 3
- 1999: The Uranus Experiment 1
- 1999: My Girlfriend Silvia Saint
- 2000: 100% Silvia: Silvia’s Cream
- 2000: Art Of Seduction
- 2000: Call Girl
- 2000: Dangerous Things 1
- 2000: Dangerous Things 2
- 2000: Devoured
- 2000: In The Mind Of Madness
- 2000: Jill And Silvia Exposed
- 2001: My Plaything …
- 2001: Voices
- 2003: Searching For Silvia
- 2005: Robinson Crusoe on Sin Island
- 2007: Private Gold 93: The Sexual Adventures of Little Red
- 2007: Xcalibur Episode 2: The Lords Of Sex
- 2007: Tales Of The Clit

## Auszeichnungen
- 1996: Penthouse Pet of the Year in der tschechischen Edition
- 1997: People’s Choice Adult Award Best Newcomer
- 1997: AVN Award Best Tease Performance
- 1998: Penthouse Pet of the Month, Oktober
- 2000: Hot d’or Best Tease Performance
- 2000: Hot d’or Best European Supporting Actress - Le Contrat des Anges
- 2000: FICEB Award Ninfa Best Lesbian Scene (mit Nikki Anderson & Kate More)
- 2004: FICEB Award Ninfa Best Actress
- 2005: FICEB Award Ninfa from the public (Best Actress)
- 2012: Aufnahme in die AVN Hall of Fame